# Conchobar Mór Ó Briain
Conchobar Mór Ó Briain ou Conchobhar na Srón mac Toirdhealbhach (mort en 1496)  est roi de Thomond de 1466 à  1496.

## Règne
Conchobhar Mór Ó Briain  dit également « na Srón » est le 2e fils de Toirdhealbhach Bóg Ó Briain<. 
Après la mort de son frère aîné Tagdh an Chomhaid Ó Briain il est intronisé comme roi de Thomond . Il meurt en 1496 et il est remplacé dans le cadre d'une succession en tanistrie par son frère Toirdhealbhach Óg  Ó Briain . Ses descendants forment le sept  de Shallee.